# Ай-Аксаръёган
Ай-Аксаръёган (устар. Ай-Аксар-Юган) — река в Берёзовском районе Ханты-Мансийского АО Российской Федерации. Устье реки находится в 13 км от устья реки Аксаръёган по правому берегу. Длина реки составляет 29 км.

## Данные водного реестра
По данным государственного водного реестра России относится к Нижнеобскому бассейновому округу, водохозяйственный участок реки — Обь от впадения реки Северная Сосьва до города Салехард, речной подбассейн реки — бассейны притоков Оби ниже впадения Северной Сосьвы. Речной бассейн реки — (Нижняя) Обь от впадения Иртыша.
Код объекта в государственном водном реестре — 15020300112115300029668.